# G.B.H. (バンド)
G.B.H.（ジー･ビー･エイチ）もしくはCharged G.B.H.（チャージド･ジー･ビー･エイチ）は、イングランドのハードコア・パンクバンド。1979年結成。ディスチャージらと並ぶ、イギリスハードコアパンク界の重鎮である。バンド名は当初G.B.H.（Grievous Bodily Harm=重傷害の意）であったが、同名バンドがいたためチャージドGBHに改めた。しかし、現在では単に「G.B.H」と呼称した場合でも、ロックでは当バンドを指す場合がほとんどである。ランシドのフェイバリット・バンドとしても知られる。

## 経歴

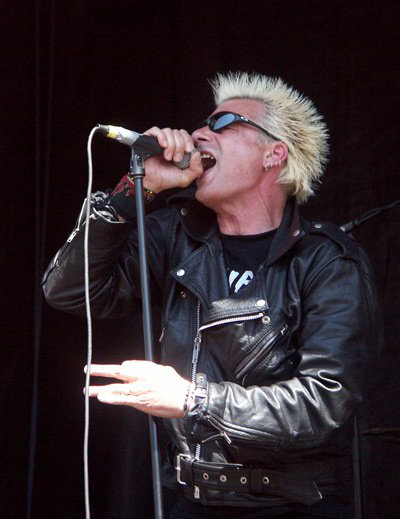
象徴的ボーカルの創設者コリン（2011年）

結成当初は時節柄、セックス・ピストルズの影響下にあるパンクロックを演奏していたが、次第にバーミンガムの先人ブラック・サバスや、モーターヘッドといったハード・ロックの影響も受け、ハードコアの志向を明確にする。1980年代初期には100クラブでのギグを始めとし、英国、米国でツアーを行った。
ディスチャージのレコード会社Clayと契約後、1982年ファーストLP、City Baby Attacked By Rats（シティ・ベイビ・アタックド・バイ・ラッツ）を発表。 このアルバムは歌詞の面においては英国、欧州文化への非難、暴力、狂気（これは特にウルグアイ空軍機571便遭難事故の乗客の体験を生々しく扱ったPassenger On The Menu（パッセンジャ・オン・ザ・メニュー）に顕著である）、無神論、虚無主義、不条理を扱っている。音楽面においてはうるさく、速く、短くを信条としている。 
1983年にはバンド名をGBHに戻している。 
ポスト・パンクの様相を帯びる傾向のあった多くの初期パンクバンドとは違い、GBHは続くアルバムでも彼等本来のUK82サウンドに忠実であった。しかし、特に1992年発表のChurch of the Truly Warped（チャーチ・オブ・ザ・トゥルーリ・ワープト）に顕著に見られるように、メタル色の強い実験的な作品も発表している。 
ランシドが自身のアルバムの1曲である、"You Want It, You Got It"にて「G.B.H.を聴いて俺は決意した　パンクロックが俺の宗教だと」と歌い上げるほどのリスペクトを受けている。
なお、ランシドのティム・アームストロングのオファーにより、彼自身が運営するHellcat Recordsへの移籍が決定し、2010年4月には、2002年のアルバム「Ha-Ha」以来、7年半ぶりとなる10枚目のスタジオアルバム、「Perfume And Piss」をリリースした。

## メンバー

### 現ラインナップ
- コリン・アブラホール（Colin Abrahall） – ボーカル (1979– )
- コリン・"ジョック” ブリス（Colin "Jock" Blyth） – ギター (1979– )
- ロス･ローマス（Ross Lomas） – ベース (1980– )
- スコット･プリース（Scott Preece） – ドラムス (1994– )

### 旧メンバー
- シーン・マッカーティー（Sean McCarthy） – ベース (1979–1980) ♰RIP. 1980
- アンドリュー・ウイリアムズ（Andrew "Wilf" Williams） – ドラムス (1979–1986)
- カイ・レーダー（Kai Reder） – ドラムス (1986–1992)
- ジョセフ・モンタナーロ（Joseph "Fish" Montanaro） – ドラムス (1992–1994)

## ディスコグラフィー

### スタジオアルバム
- City Baby Attacked By Rats (1982)
- City Babys Revenge (1984)
- Midnight Madness And Beyond (1986)
- No Need To Panic (1987)
- A Fridge Too Far (1989)
- From Here To Reality (1990)
- Church Of The Truly Warped (1992)
- Punk Junkies (1996)
- Ha-Ha (2002)
- Perfume And Piss (2010)
- Momentum (2017)

### ライブアルバム
- No Survivors (1989)
- Live In Japan (1993)

### コンピレーションアルバム
- Leather, Bristles, Sick Boys, No Survivors .. .. (1982)
- The Clay Years - 1981 to 84 (1990)
- Diplomatic Immunity (1990)
- The Clay Recordings '81-'84 (1992)
- The Clay Punk Singles Collection (1995)

### シングル
- No Survivors (1982)
- Sick Boy (1982)
- Give Me Fire / Man Trap (1982)
- Catch 23 / Hellhole (1983)
- Leather, Bristles, Studs & Acne (1981)
- Do What You Do (1984)
- Oh No, It's GBH Again EP (1986)
- Wot A Bargain (1988)
- Punk As F*ck (1999)
- Punk Rock Ambulance (2001)
- Cruel & Unusual (2004)